# 35 Aniversario
35 Aniversario es un álbum de estudio de la orquesta de salsa colombiana Niche, publicado el 2 de octubre de 2015 por PPM Records. Es el segundo álbum póstumo del grupo luego del fallecimiento del director y compositor principal Jairo Varela en 2012 debido a un paro cardíaco. El álbum obtuvo una nominación al Grammy al mejor álbum latino tropical tradicional, una nominación al Grammy Latino al mejor álbum de salsa y una nominación al premio Lo Nuestro al álbum del año en la categoría tropical.

## Lista de canciones
| N.º | Título                                                                   | Escritor(es) | Intérprete(s)                         | Duración |  |
| 1.  | «Niche Como Yo»                                                          | Jairo Varela | Elvis Magno                           | 4:13     |  |
| 2.  | «Enamorada» (segunda versión)                                            | Jairo Varela | Yuri Toro                             | 4:16     |  |
| 3.  | «Cicatrices» (segunda versión)                                           | Jairo Varela | Elvis Magno                           | 4:31     |  |
| 4.  | «El Coco» (cuarta versión)                                               | Jairo Varela | Yuri Toro                             | 4:00     |  |
| 5.  | «Te Enseñaré a Olvidar» (tercera versión)                                | Jairo Varela | Elvis Magno                           | 4:40     |  |
| 6.  | «Mi Negrita y La Calentura» («Mi negra y la calentura», segunda versión) | Jairo Varela | Elvis Magno                           | 4:28     |  |
| 7.  | «Primer Mensaje» (segunda versión)                                       | Jairo Varela | Elvis Magno, Yuri Toro                | 4:13     |  |
| 8.  | «Primero y Qué» (tercera versión)                                        | Jairo Varela | Yuri Toro                             | 4:02     |  |
| 9.  | «Señales De Humo» (segunda versión)                                      | Jairo Varela | Elvis Magno                           | 3:48     |  |
| 10. | «El Que Regala y Quita» (segunda versión)                                | Jairo Varela | Arnold Moreno                         | 4:07     |  |
| 11. | «Herederos De Un Legado»                                                 | José Aguirre | Elvis Magno, Yuri Toro, Arnold Moreno | 4:40     |  |

## Créditos

### Músicos
- Bajo: Francisco "Pacho" Ocoro
- Bongó y cencerro: Fabio Celorio
- Cantantes: Elvis "Magno" Angulo, Yuri Toro, Arnold Moreno
- Congas: Juan Manuel Murillo
- Coros: Elvis "Magno" Angulo, Yuri Toro, Carlos Guerrero, Rey Calderón
- Coros invitados en "Cicatrices": Marlin Murillo, Yuly Magali Castro, Nidia Gongora
- Piano: Oscar I. Lozano, Victor González, Álvaro "Pelusa" Cabarcas
- Teclados: José Aguirre
- Timbal: Douglas Guevara
- Trombón 1: Ramón Benítez
- Trombón 2: Edgardo Manuel
- Trombón 3: Richard Stella
- Trompeta 1: José Aguirre
- Trompeta 2: Oswaldo Salazar

### Producción
- Arreglos: José Aguirre, Jairo Varela[2]
- Dirección musical: José Aguirre